# Ruby & the Romantics
Ruby & the Romantics was een Amerikaanse zanggroep, die begin jaren 60 werd opgericht in Akron.

## Bezetting
- Ruby Nash[2]
- Edward Roberts[3] (1e tenor)
- George Lee[4] (2e tenor)
- Ronald Moseley[5] (bariton)
- Leroy Fann[6] (bas)

## Geschiedenis
Roberts, Lee, Moseley en Fann zongen al eind jaren 50 als The Supremes samen. Dan hoorde Allen Stanton, een platenproducent van Kapp Records, de groep en bracht ze samen met de zangeres Ruby Nash en hernoemde de groep. De debuutsingle Our Day Will Come, uitgebracht bij Kapp Records, werd een nummer 1-hit. Het nummer werd gecomponeerd en geschreven door Bob Hilliard en Mort Garson en geproduceerd door Allen Stanton.
Ook de beide volgende singles My Summer Love (1963, #14) en Hey There Lonely Boy (1963, #27) haalden de singlehitlijst, doch de verdere singles, zie ze uitbrachten bij Kapp Records en die tot eind 1964 werden geproduceerd door Stanton, konden zich alleen nog plaatsen in de onderste regionen van de Billboard Hot 100. Een laatste keer haalden ze in februari 1965 een klassering in de Billboard Hot 100 (#87) met Does He Really Care For Me.
Tijdens hun carrière brachten Ruby & the Romantics meerdere albums uit, echter alleen Our Day Will Come kon zich kortstondig plaatsen in de albumhitlijst (#120).
Talrijke nummers van Ruby & the Romantics werden later gecoverd. Eddie Holman haalde met Hey There Lonely Girl uit 1970 de pop- (#2) en de r&b-hitlijst (#4). In 1967 hadden The Marvelettes een tophit met (When You're) Young And In Love in de pop- (#23) en de r&b-hitlijst (#9). The Carpenters haalden in 1972 met Hurting Each Other de pophitlijst (#2). Hun grootste hit Our Day Will Come haalde met de versie van Frankie Valli in 1975 ook de hitlijst (#11).

## Discografie
Kapp Records
- 1963: Our Day Will Come - (Bob Hilliard & Mort Garson)
- 1963/04: My Summer Love - (Bob Hilliard & Mort Garson)
- 1963/08: Hey There Lonely Boy - (Leon Carr & Earl Shuman)
- 1963/10: Young Wings Can Fly (Higher Than You Know) - (Bob Hilliard & Mort Garson)
- 1964: Our Everlasting Love - (Leon Carr & Earl Shuman)
- 1964: Baby Come Home - (Bob Hilliard & Mort Garson)
- 1964: When You're Yound And In Love - (Van McCoy)
- 1965: Does He Really Care For Me - (Larry Weiss & Fred Anisfield)